# Sainte-Savine
Sainte-Savine é uma comuna francesa na região administrativa de Grande Leste, no departamento de Aube. Estende-se por uma área de 7,55 km². Em 2010 a comuna tinha 10 818 habitantes (densidade: 1 432,8 hab./km²).